# Willy Caballero
Wilfredo Daniel Caballero més conegut com a Willy Caballero (Santa Elena, província d'Entre Ríos, Argentina, 28 de setembre de 1981) és un exfutbolista professional argentí que juga com a porter i actual entrenador de porters.

## Trajectòria esportiva
Va sortir del planter del Boca Juniors. Va debutar al primer equip del Boca Juniors el 5 de febrer de 2002 contra Newell's Old Boys. Després va seguir diverses temporades com a suplent de Roberto Abbondanzieri.
L'any 2004 va fitxar per l'Elx CF de la Segona divisió espanyola de futbol. El 2006 va tornar a l'Argentina però per fitxar amb la qualitat de cedit a causa que la seva filla tenia una malaltia. En finalitzar aquella mateixa temporada va tornar a l'Elx CF i es va quedar dues temporades més. L'any 2011 va fitxar pel Màlaga. En aquest mateix club va aconseguir el record d'imbatibilitat del club amb 479 minuts sense rebre un gol a la temporada 2011-12.

## Palmarès

### Copes nacionals
| Títol                           | Equip           | Estat      | Any  |
| ------------------------------- | --------------- | ---------- | ---- |
| Torneig Obertura de l'Argentina | Boca Juniors    | Argentina  | 2003 |
| Copa de la Lliga anglesa        | Manchester City | Anglaterra | 2016 |
| Copa anglesa                    | Chelsea FC      | Anglaterra | 2018 |

### Copes internacionals
| Títol                   | Equip                     | Estat       | Any  |
| ----------------------- | ------------------------- | ----------- | ---- |
| Copa del Món Sub-20     | Selecció Argentina Sub-20 | Argentina   | 2001 |
| Copa Libertadores       | Boca Juniors              | Argentina   | 2003 |
| Copa Intercontinental   | Boca Juniors              | Argentina   | 2003 |
| Jocs Olímpics           | Selecció Argentina        | Argentina   | 2004 |
| Lliga Europa de la UEFA | Chelsea FC                | Azerbaidjan | 2019 |